# Scopula megalocentra
Scopula megalocentra är en fjärilsart som beskrevs av Edward Meyrick 1888. Scopula megalocentra ingår i släktet Scopula och familjen mätare. Inga underarter finns listade.